# Els morts del llac Constança: Maledicció de les profunditats
Els morts del llac Constança: Maledicció de les profunditats (originalment en alemany, Die Toten vom Bodensee – Fluch aus der Tiefe) és una pel·lícula de televisió germanoaustríaca d'ORF i ZDF del 2020 dirigida per Michael Schneider. És la desena entrega de la sèrie de crims Els morts del llac Constança. Es va emetre per primera vegada el 2 de gener de 2020 al canal ORF 2. La pel·lícula es va emetre a ZDF el 10 d'abril del mateix any. El 2021 es va estrenar el doblatge en català a TV3.

## Sinopsi
Després de treure un tresor de 273 monedes d'or del fons del llac Constança, l'autor de la troballa, Florian Friedrichs, és trobat mort d'un cop al cap i amb la boca cosida. Quan Thomas Egger, el forense, li descús els punts apareix una altra moneda, com si, simbòlicament, hagués de morir ofegat per l'or. L'equip d'investigadors, de nou acompanyats per Michael Oberländer, amic de la parella de la víctima, s'endinsa en un món medieval de rituals i llegendes. Segons la història de Bregenz, 400 anys enrere, amb la pesta negra assotant la regió, les autoritats eclesiàstiques van fer un tracte amb una bruixa: pfennigs d'or pur a canvi de deslliurar els habitants d'aquella desgràcia. L'or va desaparèixer misteriosament, envoltat de rumors de malediccions, també pels que mai arribessin a recuperar-lo.

## Producció
El rodatge va tenir lloc juntament amb l'onzena part La processó de la sang del 16 d'abril al 20 de juny de 2019 al llac de Constança i als seus voltants.
La pel·lícula va ser produïda per Graf Filmproduktion GmbH i Rowboat Film- und Fernsehenproduktion, amb la participació de l'Österreichischer Rundfunk i la ZDF. La producció va comptar amb el suport del Fernsehfonds Austria i l'estat de Vorarlberg.
Hjalti Bager-Jonathansson va ser el responsable del so; Christine Egger, dels decorats; Heike Werner, del disseny de vestuari i Birgit Beranek i Fatma Reil, del maquillatge.

## Rebuda
A Àustria, la primera emissió a ORF el 2 de gener de 2020 va ser vista per una mitjana de 637.000 persones. La primera emissió a ZDF el 10 de febrer de 2020 va arribar a 6,89 milions d'espectadors, amb una quota de 21,7%.